# Mistrzostwa NCAA Division I w Zapasach w 1996
Mistrzostwa NCAA Division I w zapasach rozgrywane były w Minneapolis w dniach 21–23 marca 1996 roku. Zawody odbyły się w Williams Arena, na terenie Uniwersytetu Minnesoty.
- Outstanding Wrestler – Les Gutches

## Wyniki

### Drużynowo
| Kolejność | Szkoła                         | Zespół        |
| --------- | ------------------------------ | ------------- |
| 1.        | University of Iowa             | Hawkeyes      |
| 2.        | Iowa State University          | Cyclones      |
| 3.        | Cal State Bakersfield          | Roadrunners   |
| 4.        | Pennsylvania State University  | Nittany Lions |
| 5.        | University of Nebraska–Lincoln | Cornhuskers   |
| 6.        | Oklahoma State University      | Cowboys       |
| 7.        | Michigan State University      | Spartans      |
| 8.        | Oregon State University        | Beavers       |

### All American

#### 118 lb
| Lp. | Zawodnik          | Szkoła               |
| --- | ----------------- | -------------------- |
| 1.  | Sheldeon Thomas   | Clarion              |
| 2.  | Jason Nurre       | Iowa State           |
| 3.  | David Morgan      | Michigan State       |
| 4.  | Lindsey Durlacher | Illinois             |
| 5.  | Mike Mena         | Iowa                 |
| 6.  | Lee Pritts        | Eastern Michigan     |
| 7.  | Mike Miller       | North Carolina State |
| 8.  | Shane Valdez      | Oklahoma             |

#### 126 lb
| Lp. | Zawodnik         | Szkoła                |
| --- | ---------------- | --------------------- |
| 1.  | Sanshirō Abe     | Penn State            |
| 2.  | Dwight Hinson    | Iowa State            |
| 3.  | Eric Jetton      | Wisconsin             |
| 4.  | Coby Wright      | Cal State Bakersfield |
| 5.  | Eric Guerrero    | Oklahoma State        |
| 6.  | Willie Carpenter | Brown                 |
| 7.  | Scott Schatzman  | Northwestern          |
| 8.  | Brandon Howe     | Michigan              |

#### 134 lb
| Lp. | Zawodnik        | Szkoła         |
| --- | --------------- | -------------- |
| 1.  | Cary Kolat      | Lock Haven     |
| 2.  | Steve St. John  | Arizona State  |
| 3.  | Mark Ironside   | Iowa           |
| 4.  | Steven Schmidt  | Oklahoma State |
| 5.  | Tony Pariano    | Northwestern   |
| 6.  | Yero Washington | Fresno State   |
| 7.  | Oscar Wood      | Oregon State   |
| 8.  | Frank Laccone   | Purdue         |

#### 142 lb
| Lp. | Zawodnik        | Szkoła         |
| --- | --------------- | -------------- |
| 1.  | Bill Zadick     | Iowa           |
| 2.  | John Hughes     | Penn State     |
| 3.  | Roger Chandler  | Indiana        |
| 4.  | Derek Mountsier | Iowa State     |
| 5.  | Jason Davids    | Minnesota      |
| 6.  | Scott Reyna     | Oklahoma State |
| 7.  | Tod Surmon      | Stanford       |
| 8.  | Phil Judge      | Michigan State |

#### 150 lb
| Lp. | Zawodnik       | Szkoła     |
| --- | -------------- | ---------- |
| 1.  | Chris Bono     | Iowa State |
| 2.  | Charlie Becks  | Ohio State |
| 3.  | Russ Hughes    | Penn State |
| 4.  | Bill Lacure    | Michigan   |
| 5.  | Chad Kraft     | Minnesota  |
| 6.  | Mike Rogers    | Lock Haven |
| 7.  | Brent Voorhees | Wyoming    |
| 8.  | Mike Uker      | Iowa       |

#### 158 lb
| Lp. | Zawodnik         | Szkoła           |
| --- | ---------------- | ---------------- |
| 1.  | Joe Williams     | Iowa             |
| 2.  | Ernst Benion     | Illinois         |
| 3.  | Temoer Terry     | Nebraska         |
| 4.  | Alfonzo Tucker   | Fresno State     |
| 5.  | Eric Smith       | Ohio State       |
| 6.  | Brandon Alderman | Wyoming          |
| 7.  | Jeff Catrabone   | Michigan         |
| 8.  | Matt Hughes      | Eastern Illinois |

#### 167 lb
| Lp. | Zawodnik        | Szkoła         |
| --- | --------------- | -------------- |
| 1.  | Daryl Weber     | Iowa           |
| 2.  | Mark Branch     | Oklahoma State |
| 3.  | Charles Burton  | Boise State    |
| 4.  | Markus Mollica  | Arizona State  |
| 5.  | Barry Weldon    | Iowa State     |
| 6.  | Joel Morissette | Michigan State |
| 7.  | Mike Powell     | Indiana        |
| 8.  | Chad Nelson     | Nebraska       |

#### 177 lb
| Lp. | Zawodnik      | Szkoła                |
| --- | ------------- | --------------------- |
| 1.  | Les Gutches   | Oregon State          |
| 2.  | Reese Andy    | Wyoming               |
| 3.  | Rohan Gardner | Northwestern          |
| 4.  | Jesse Rawls   | Michigan              |
| 5.  | Erich Harvey  | Michigan State        |
| 6.  | Derek Scott   | Cal State Bakersfield |
| 7.  | Mike Geurin   | Lock Haven            |
| 8.  | Aaron Simpson | Arizona State         |

#### 190 lb
| Lp. | Zawodnik     | Szkoła                |
| --- | ------------ | --------------------- |
| 1.  | John Kading  | Oklahoma              |
| 2.  | Paschal Duru | Cal State Bakersfield |
| 3.  | Ryan Tobin   | Nebraska              |
| 4.  | Lee Fullhart | Iowa                  |
| 5.  | Brian Picklo | Michigan State        |
| 6.  | Mark Bodo    | Pittsburgh            |
| 7.  | Bryan Stout  | Clarion               |
| 8.  | Tony Wieland | Northern Iowa         |

#### 275 lb
| Lp. | Zawodnik          | Szkoła                        |
| --- | ----------------- | ----------------------------- |
| 1.  | Jeff Walter       | Wisconsin                     |
| 2.  | Justin Harty      | North Carolina at Chapel Hill |
| 3.  | Tolly Thompson    | Nebraska                      |
| 4.  | Stephen Neal      | Cal State Bakersfield         |
| 5.  | Airron Richardson | Michigan                      |
| 6.  | Billy Pierce      | Minnesota                     |
| 7.  | Nick Nutter       | Ohio State                    |
| 8.  | Pat Wiltanger     | Pittsburgh                    |